# جيسي كوك
جيسي كوك (بالفرنسية: Jesse Cook)‏ هو عازف جاز وموسيقي وملحن ومنتج أسطوانات وعازف قيثارة فرنسي، ولد في 28 نوفمبر 1964 في باريس في فرنسا.

## وصلات خارجية
- الموقع الرسمي
- جيسي كوك على موقع IMDb (الإنجليزية)
- جيسي كوك على موقع ميوزك برينز (الإنجليزية)
- جيسي كوك على موقع أول ميوزيك (الإنجليزية)
- جيسي كوك على موقع ديسكوغز (الإنجليزية)